# Nikolái Adamets
Nikolay Adamets (en ruso: Николай Васильевич Адамец; Mikashevichi, 18 de octubre de 1983 - Luninets, 7 de septiembre de 2014) fue un futbolista bielorruso que jugaba en la demarcación de portero.

## Biografía
En 2005 el FC Granit Mikashevichi le hizo debutar. Durante toda su etapa en el club militó en la Primera Liga de Bielorrusia, hasta 2007, momento en el que el club ascendió a la máxima categoría del fútbol bielorruso, y Adamets se fue traspasado al FC Minsk, donde jugó durante un año y quedó en novena posición de la primera división. Posteriormente volvió al FC Granit Mikashevichi por tres años, volviendo a jugar en la segunda división. Finalmente en 2014 fichó por el FC Volna Pinsk, último club en el que jugó.
Falleció el 7 de septiembre de 2014 en Luninets a los 30 años de edad tras llevar tres días en el hospital de la ciudad, dado que el portero se sintió enfermo, perdiendo posteriormente el conocimiento, y falleciendo finalmente.

## Clubes
| Club                   | País        | Año         | Partidos | Goles |
| ---------------------- | ----------- | ----------- | -------- | ----- |
| FC Granit Mikashevichi | Bielorrusia | 2005 - 2007 | 33       | 0     |
| FC Minsk               | Bielorrusia | 2008 - 2009 | 26       | 0     |
| FC Granit Mikashevichi | Bielorrusia | 2010 - 2013 | 26       | 0     |
| FC Volna Pinsk         | Bielorrusia | 2014        | 9        | 0     |